# باشگاه فوتبال وی‌بی ادو
باشگاه ورزشی ای‌تی یک باشگاه فوتبال حرفه‌ای مالدیوی مستقر در ماله است. وی‌بی ادو باشگاه سابق وی‌بی اسپورتس است که در ۱۴ ژانویه ۲۰۱۲ تغییر نام داد.